# Dipodomys simulans
Dipodomys simulans — вид гризунів родини Heteromyidae. Він зустрічається в Нижній Каліфорнії, Мексика, у пустелі Колорадо та в інших місцях Каліфорнії в Сполучених Штатах.

## Опис
Це вид середнього розміру довжиною від 265 до 319 мм, включаючи хвіст від 155 до 203 мм. Верхня частина темно-коричнева, нижня – біла. На задніх лапах є п'ять пальців довжиною від 43 до 46 мм (у деяких споріднених видів є чотири пальці). Хвіст добре запушений і має темну смугу вздовж нижньої поверхні. Як і інші Dipodomys, цей вид рухається серією стрибків, використовуючи лише задні лапи та стабілізуючись довгим хвостом. Передні ноги служать для копання.

## Поширення і середовище проживання
Вид є рідним для південної Каліфорнії та північно-західної Мексики, присутній у більшій частині Нижньої Каліфорнії. Його типовим середовищем проживання є піщані та гравійні ґрунти в напівпустелях, сухі луки та чагарники, а також чапараль поблизу узбережжя; також іноді зустрічається в соснових, дубових і ялицевих лісах.

## Екологія
Dipodomys simulans живе в норі, яка має кілька входів, деякі з яких можуть бути в основі чагарників. Він веде нічний спосіб життя, проводить день у своїй норі (часто загороджуючи входи) і виходить на кілька годин вночі. Харчується в основному насінням, але також їсть зелений рослинний матеріал і комах, його раціон змінюється в залежності від доступності в пору року. Він несе свою їжу назад до нори в своїх защічних мішках. Він одинак, самиця захищає територію від зловмисників. Розмноження може відбуватися в будь-який час року, але частіше взимку або навесні. У році є один виводок, який зазвичай складається з двох-чотирьох нащадків.